# نورمان بارنز
نورمان بارنز (مواليد 24 أغسطس 1953) لاعب هوكي جليد سابق من كندا لعب في دوري الهوكي الوطني.

## وصلات خارجية
- نورمان بارنز على موقع دوري الهوكي الوطني (الإنجليزية)
- نورمان بارنز على موقع قاعة مشاهير الهوكي (لاعب أن.إتش.أل) (الإنجليزية)
- نورمان بارنز على موقع EliteProspects.com (الإنجليزية)
- نورمان بارنز على موقع HockeyDB.com (الإنجليزية)
- نورمان بارنز على موقع Hockey-Reference.com (الإنجليزية)